# 軽米インターチェンジ
軽米インターチェンジ（かるまいインターチェンジ）は、岩手県九戸郡軽米町にある八戸自動車道のインターチェンジである。
なお本稿では、近接するバス停留所である軽米インター停留所（かるまいインターていりゅうじょ）についても記載する。

## 歴史
- 1986年（昭和61年）11月27日 : 一戸IC - 八戸IC開通に伴い、供用開始。

## 道路

### 本線
- E4A 八戸自動車道（4番）

### 接続する道路
- 直接接続
  - 国道340号
  - 国道395号（国道340号と重用区間）
  - 岩手県道264号二戸軽米線（旧国道395号）

## 料金所
- ブース数：4

### 入口
- ブース数：2
  - ETC専用：1
  - 一般：1

### 出口
- ブース数：2
  - ETC専用：1
  - 一般：1

## 周辺
- 軽米町中心部
- 軽米八幡宮

## 隣
E4A 八戸自動車道
(3) 九戸IC - 折爪SA - (4) 軽米IC - (5) 南郷IC

## 軽米インター停留所

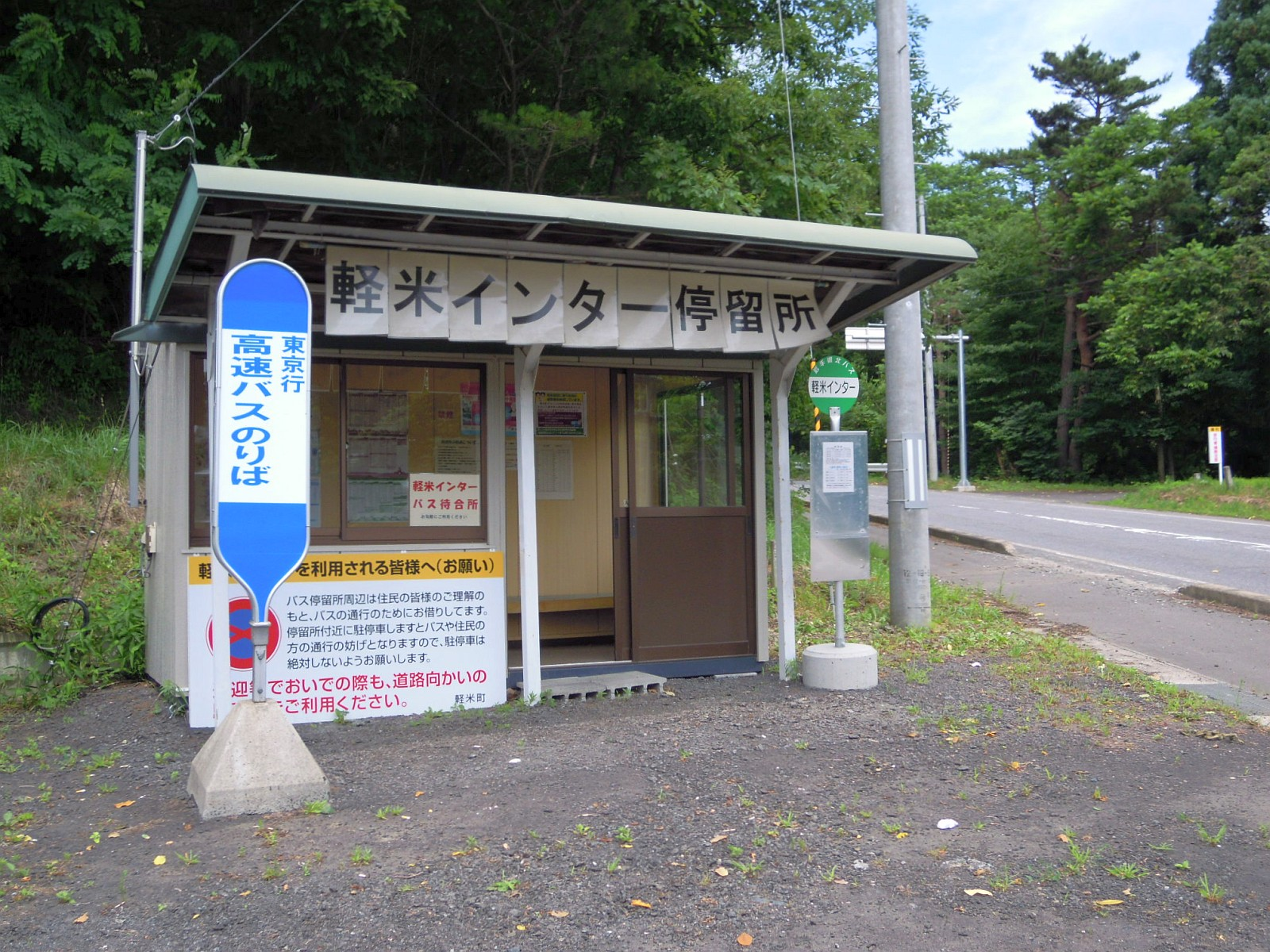
軽米インター停留所待合室

料金所より200m程離れており、国道340号線に面した私有地（鉄工所敷地内）にバス停留所および転回所が設けられている。このため、当バス停を発着する便は軽米インターから一旦八戸自動車道を降りてバス停に乗り入れる。
また国道を挟んだ向かい側にはバス利用者用の駐車場が設置されている。下記の路線バスが発着する。
- 高速バス
  - 「シリウス号」（十和田観光電鉄・国際興業バス） -  池袋駅・東京駅行き（乗車のみ）／八戸・十和田・七戸行き（降車のみ）
  - 「八盛号」 （岩手県北バス・南部バス[1]） - 盛岡駅・盛岡バスセンター行き、八戸中心街・本八戸駅・八戸ラピアバスターミナル行き
- 路線バス
  - 軽米 - 大野（岩手県北バス。一部の便は八盛号に接続する）

## 形状
ランプウェイはトランペット型である。